# Mistrovství Asie ve fotbale 2000
Mistrovství Asie ve fotbale 2000 bylo dvanácté mistrovství pořádané fotbalovou asociací AFC v Libanonu. Vítězem se stala japonská fotbalová reprezentace.

## Kvalifikované týmy
Hlavní článek: Kvalifikace na Mistrovství Asie ve fotbale 2000
- Libanon (hostitel)
- Saúdská Arábie (obhájce titulu)
- Čína
- Indonésie
- Írán
- Irák
- Japonsko
- Kuvajt
- Jižní Korea
- Katar
- Thajsko
- Uzbekistán

## Základní skupiny
| Vysvětlivky | Vysvětlivky                                                                                  |
| ----------- | -------------------------------------------------------------------------------------------- |
|             | První dva týmy z každé skupiny a dva nejlepší týmy na třetích místech postoupily do play off |

### Skupina A
| Tým     | B | Z | V | R | P | VG | IG | +/- |
| ------- | - | - | - | - | - | -- | -- | --- |
| Írán    | 7 | 3 | 2 | 1 | 0 | 6  | 1  | +5  |
| Irák    | 4 | 3 | 1 | 1 | 1 | 4  | 3  | +1  |
| Thajsko | 2 | 3 | 0 | 2 | 1 | 2  | 4  | −2  |
| Libanon | 2 | 3 | 0 | 2 | 1 | 3  | 7  | −4  |

| 12. října 2000 15.05                 |        |         |                                                                                |
| Irák                                 | 2:0    | Thajsko | Saida International Stadium, Sidon diváci: 2 500 rozhodčí: Toru Kamikawa (JPN) |
| Qahtan Chatir 27' Haidar Mahmoud 60' | Report |         | Saida International Stadium, Sidon diváci: 2 500 rozhodčí: Toru Kamikawa (JPN) |

| 12. října 2000 20.45 |        |                                        |                                                                   |
| Libanon              | 0:4    | Írán                                   | Sports City Stadium, Bejrút diváci: 42 418 rozhodčí: Lu Jun (CHN) |
|                      | Report | Bagheri 19' Estili 75', 87' Daei 90+1' | Sports City Stadium, Bejrút diváci: 42 418 rozhodčí: Lu Jun (CHN) |

| 15. října 2000 17.05 |        |                |                                                                                 |
| Írán                 | 1:1    | Thajsko        | Sports City Stadium, Bejrút diváci: 10 000 rozhodčí: Saad Kamil Al-Fadhli (KUW) |
| Daei 73'             | Report | Pituratana 12' | Sports City Stadium, Bejrút diváci: 10 000 rozhodčí: Saad Kamil Al-Fadhli (KUW) |

| 15. října 2000 19.45    |        |                     |                                                                                     |
| Libanon                 | 2:2    | Irák                | Sports City Stadium, Bejrút diváci: 30 000 rozhodčí: Kim Young-Joo (Korea Republic) |
| Chahrour 28' Hojeij 76' | Report | Sabah Jaeer 5', 22' | Sports City Stadium, Bejrút diváci: 30 000 rozhodčí: Kim Young-Joo (Korea Republic) |

| 18. října 2000 19.35 |        |      |                                                                                   |
| Írán                 | 1:0    | Irák | Saida International Stadium, Sidon diváci: 8 582 rozhodčí: Omer Al-Mehannah (KSA) |
| Daei 77'             | Report |      | Saida International Stadium, Sidon diváci: 8 582 rozhodčí: Omer Al-Mehannah (KSA) |

| 18. října 2000 19.35 |        |                |                                                                   |
| Libanon              | 1:1    | Thajsko        | Sports City Stadium, Bejrút diváci: 45 000 rozhodčí: Lu Jun (CHN) |
| Fernandez 83'        | Report | Pituratana 58' | Sports City Stadium, Bejrút diváci: 45 000 rozhodčí: Lu Jun (CHN) |

### Skupina B
| Tým         | B | Z | V | R | P | VG | IG | +/- |
| ----------- | - | - | - | - | - | -- | -- | --- |
| Čína        | 5 | 3 | 1 | 2 | 0 | 6  | 2  | +4  |
| Kuvajt      | 5 | 3 | 1 | 2 | 0 | 1  | 0  | +1  |
| Jižní Korea | 4 | 3 | 1 | 1 | 1 | 5  | 3  | +2  |
| Indonésie   | 1 | 3 | 0 | 1 | 2 | 0  | 7  | −7  |

| 13. října 2000 17.05                |        |                                     |                                                                                       |
| Jižní Korea                         | 2:2    | Čína                                | International Olympic Stadium, Tripoli diváci: 1 000 rozhodčí: Omer Al-Mehannah (KSA) |
| Lee Young-Pyo 30' Noh Jung-Yoon 58' | Report | Su Maozhen 36' Fan Zhiyi 66' (pen.) | International Olympic Stadium, Tripoli diváci: 1 000 rozhodčí: Omer Al-Mehannah (KSA) |

| 13. října 2000 19.45 |        |           |                                                                                     |
| Kuvajt               | 0:0    | Indonésie | International Olympic Stadium, Tripoli diváci: 2 000 rozhodčí: Tajaddin Fares (SYR) |
|                      | Report |           | International Olympic Stadium, Tripoli diváci: 2 000 rozhodčí: Tajaddin Fares (SYR) |

| 16. října 2000 17.05                                   |        |           |                                                                                 |
| Čína                                                   | 4:0    | Indonésie | International Olympic Stadium, Tripoli diváci: 2 000 rozhodčí: Nabil Ayad (LIB) |
| Li Ming 2' Shen Si 7' (pen.) Yang Chen 10' Qi Hong 90' | Report |           | International Olympic Stadium, Tripoli diváci: 2 000 rozhodčí: Nabil Ayad (LIB) |

| 16. října 2000 19.45 |        |                |                                                                                           |
| Jižní Korea          | 0:1    | Kuvajt         | International Olympic Stadium, Tripoli diváci: 5 000 rozhodčí: Brian Hall (United States) |
|                      | Report | Al-Huwaidi 43' | International Olympic Stadium, Tripoli diváci: 5 000 rozhodčí: Brian Hall (United States) |

| 19. října 2000 19.35 |        |        |                                                                                          |
| Čína                 | 0:0    | Kuvajt | International Olympic Stadium, Tripoli diváci: 5 000 rozhodčí: Shamsul Maidin (Singapur) |
|                      | Report |        | International Olympic Stadium, Tripoli diváci: 5 000 rozhodčí: Shamsul Maidin (Singapur) |

| 19. října 2000 19.35          |        |           |                                                                       |
| Jižní Korea                   | 3:0    | Indonésie | Sports City Stadium, Bejrút diváci: 500 rozhodčí: Toru Kamikawa (JPN) |
| Lee Dong-Gook 30', 76', 90+1' | Report |           | Sports City Stadium, Bejrút diváci: 500 rozhodčí: Toru Kamikawa (JPN) |

### Skupina C
| Tým            | B | Z | V | R | P | VG | IG | +/- |
| -------------- | - | - | - | - | - | -- | -- | --- |
| Japonsko       | 7 | 3 | 2 | 1 | 0 | 13 | 3  | +10 |
| Saúdská Arábie | 4 | 3 | 1 | 1 | 1 | 6  | 4  | +2  |
| Katar          | 3 | 3 | 0 | 3 | 0 | 2  | 2  | 0   |
| Uzbekistán     | 1 | 3 | 0 | 1 | 2 | 2  | 14 | −12 |

| 14. října 2000 17.05 |        |                                                |                                                                              |
| Saúdská Arábie       | 1:4    | Japonsko                                       | Saida International Stadium, Sidon diváci: 5 000 rozhodčí: Ali Bujsaim (UAE) |
| Morioka 90' (vl.)    | Report | Yanagisawa 22' Takahara 37' Nanami 53' Ono 88' | Saida International Stadium, Sidon diváci: 5 000 rozhodčí: Ali Bujsaim (UAE) |

| 14. října 2000 19.45 |        |             |                                                                                      |
| Katar                | 1:1    | Uzbekistán  | Saida International Stadium, Sidon diváci: 5 000 rozhodčí: Mohd Nazri Abdullah (MAS) |
| Gholam 61'           | Report | Qosimov 73' | Saida International Stadium, Sidon diváci: 5 000 rozhodčí: Mohd Nazri Abdullah (MAS) |

| 17. října 2000 17.05                                                     |        |            |                                                                                      |
| Japonsko                                                                 | 8:1    | Uzbekistán | Saida International Stadium, Sidon diváci: 2 000 rozhodčí: Shamsul Maidin (Singapur) |
| Morishima 7' Nishizawa 14', 25', 49' Takahara 18', 20', 57' Kitajima 79' | Report | Lushan 29' | Saida International Stadium, Sidon diváci: 2 000 rozhodčí: Shamsul Maidin (Singapur) |

| 17. října 2000 19.45 |        |       |                                                                                 |
| Saúdská Arábie       | 0:0    | Katar | Saida International Stadium, Sidon diváci: 5 000 rozhodčí: Tajaddin Fares (SYR) |
|                      | Report |       | Saida International Stadium, Sidon diváci: 5 000 rozhodčí: Tajaddin Fares (SYR) |

| 20. října 2000 19.35                                  |        |            |                                                                                           |
| Saúdská Arábie                                        | 5:0    | Uzbekistán | Saida International Stadium, Sidon diváci: 2 000 rozhodčí: Kim Young-Joo (Korea Republic) |
| Al-Otaibi 18' Al-Shalhoub 35', 78', 86' Al-Temyat 88' | Report |            | Saida International Stadium, Sidon diváci: 2 000 rozhodčí: Kim Young-Joo (Korea Republic) |

| 20. října 2000 19.35 |        |                |                                                                      |
| Japonsko             | 1:1    | Katar          | Sports City Stadium, Bejrút diváci: 2 000 rozhodčí: Nabil Ayad (LIB) |
| Nishizawa 61'        | Report | Al-Obaidly 22' | Sports City Stadium, Bejrút diváci: 2 000 rozhodčí: Nabil Ayad (LIB) |

### Žebříček týmů na třetích místech
| Tým         | B | Z | V | R | P | VG | IG | +/- |
| ----------- | - | - | - | - | - | -- | -- | --- |
| Jižní Korea | 4 | 3 | 1 | 1 | 1 | 5  | 3  | +2  |
| Katar       | 3 | 3 | 0 | 3 | 0 | 2  | 2  | 0   |
| Thajsko     | 2 | 3 | 0 | 2 | 1 | 2  | 4  | −2  |

## Play off

### Čtvrtfinále
| 23. října 2000 16.45 |              |                                    |                                                                                  |
| Írán                 | 1:2 (prodl.) | Jižní Korea                        | International Olympic Stadium, Tripoli diváci: 5 000 rozhodčí: Ali Bujsaim (UAE) |
| Bagheri 71'          | Report       | Kim Sang-Sik 90' Lee Dong-Gook 99' | International Olympic Stadium, Tripoli diváci: 5 000 rozhodčí: Ali Bujsaim (UAE) |

| 23. října 2000 19.45                 |        |              |                                                                                      |
| Čína                                 | 3:1    | Katar        | Saida International Stadium, Sidon diváci: 3 000 rozhodčí: Mohd Nazri Abdullah (MAS) |
| Li Ming 9' Qi Hong 38' Yang Chen 54' | Report | Al-Enazi 65' | Saida International Stadium, Sidon diváci: 3 000 rozhodčí: Mohd Nazri Abdullah (MAS) |

| 24. října 2000 16.45                   |        |                |                                                                          |
| Japonsko                               | 4:1    | Irák           | Sports City Stadium, Bejrút diváci: 2 000 rozhodčí: Tajaddin Fares (SYR) |
| Nanami 8', 29' Takahara 11' Myojin 62' | Report | Abbas Obeid 4' | Sports City Stadium, Bejrút diváci: 2 000 rozhodčí: Tajaddin Fares (SYR) |

| 24. října 2000 19.45               |              |                                    |                                                                                |
| Kuvajt                             | 2:3 (prodl.) | Saúdská Arábie                     | Sports City Stadium, Bejrút diváci: 5 000 rozhodčí: Brian Hall (United States) |
| Bashar Abdullah 62' Al-Huwaidi 68' | Report       | Al-Temyat 45+1' 109' Al-Meshal 72' | Sports City Stadium, Bejrút diváci: 5 000 rozhodčí: Brian Hall (United States) |

### Semifinále
| 26. října 2000 16.45 |        |                    |                                                                                |
| Jižní Korea          | 1:2    | Saúdská Arábie     | Sports City Stadium, Bejrút diváci: 7 000 rozhodčí: Saad Kamil Al-Fadhli (KUW) |
| Lee Dong-Gook 90+1'  | Report | Al-Meshal 76', 80' | Sports City Stadium, Bejrút diváci: 7 000 rozhodčí: Saad Kamil Al-Fadhli (KUW) |

| 26. října 2000 19.45      |        |                                              |                                                                               |
| Čína                      | 2:3    | Japonsko                                     | Sports City Stadium, Bejrút diváci: 5 000 rozhodčí: Shamsul Maidin (Singapur) |
| Qi Hong 30' Yang Chen 48' | Report | Fan Zhiyi 21' (vl.) Nishizawa 53' Myojin 61' | Sports City Stadium, Bejrút diváci: 5 000 rozhodčí: Shamsul Maidin (Singapur) |

### O 3. místo
| 29. října 2000 17.05 |        |      |                                                                       |
| Jižní Korea          | 1:0    | Čína | Sports City Stadium, Bejrút diváci: 20 000 rozhodčí: Nabil Ayad (LIB) |
| Lee Dong-Gook 76'    | Report |      | Sports City Stadium, Bejrút diváci: 20 000 rozhodčí: Nabil Ayad (LIB) |

### Finále
| 29. října 2000 19.45 |        |                |                                                                        |
| Japonsko             | 1:0    | Saúdská Arábie | Sports City Stadium, Bejrút diváci: 47 400 rozhodčí: Ali Bujsaim (UAE) |
| Mochizuki 30'        | Report |                | Sports City Stadium, Bejrút diváci: 47 400 rozhodčí: Ali Bujsaim (UAE) |